# Новомиколаївська сільська рада (Вітовський район)
Новомикола́ївська сільська́ ра́да — адміністративно-територіальна одиниця та орган місцевого самоврядування у Вітовському районі Миколаївської області. Адміністративний центр — село Новомиколаївка.

## Загальні відомості
- Територія ради: 0,571 км²
- Населення ради: 1 576 осіб (станом на 2001 рік)

## Історія
c.Костянтинівка.

## Населення
Згідно з переписом УРСР 1989 року чисельність наявного населення села становила 1607 осіб, з яких 752 чоловіки та 855 жінок.
За переписом населення України 2001 року в селі мешкало 1570 осіб.

### Мова
Розподіл населення за рідною мовою за даними перепису 2001 року:
| Мова       | Відсоток |
| ---------- | -------- |
| українська | 89,47 %  |
| російська  | 7,74 %   |
| молдовська | 1,46 %   |
| циганська  | 0,38 %   |
| білоруська | 0,32 %   |
| вірменська | 0,06 %   |
| польська   | 0,06 %   |
| інші       | 0,51 %   |

## Населені пункти
Сільській раді підпорядковані населені пункти:
- с. Новомиколаївка
- с. Костянтинівка

## Склад ради
Рада складається з 16 депутатів та голови.
- Голова ради: Стогній Ніна Григорівна
- Секретар ради: Левечко Ірина Дмитрівна

### Керівний склад попередніх скликань
| Прізвище, ім'я, по батькові   | Основні відомості                                                         | Дата обрання | Дата звільнення |
| ----------------------------- | ------------------------------------------------------------------------- | ------------ | --------------- |
| Докієнко Тетяна Олександрівна | Сільський голова, 1964 року народження, позапартійна                      | 26.03.2006   | 31.10.2010      |
| Стогній Ніна Григорівна       | Сільський голова, 1964 року народження, освіта вища, член Партії регіонів | 31.10.2010   |                 |

Примітка: таблиця складена за даними сайту Верховної Ради України

### Депутати
За результатами місцевих виборів 2010 року депутатами ради стали:

#### За суб'єктами висування
| Суб'єкт висування                 | Кількість обраних депутатів | %    |
| --------------------------------- | --------------------------- | ---- |
| Партія регіонів                   | 15                          | 93,8 |
| Політична партія «Сильна Україна» | 1                           | 6,3  |

#### За округами
| № округу                          | Прізвище, ім'я, по батькові    | Дата визнання обраним | Освіта             | Партійна приналежність                  | Відомості про обраного депутата                                    |
| --------------------------------- | ------------------------------ | --------------------- | ------------------ | --------------------------------------- | ------------------------------------------------------------------ |
| Партія регіонів                   |                                |                       |                    |                                         |                                                                    |
| 1                                 | Левечко Ірина Дмитрівна        | 04.11.2010            | середня            | позапартійна                            | Новомиколаївська сільська рада, секретар                           |
| 2                                 | Белевят Дмитро Леонідович      | 04.11.2010            | середня            | член Партії регіонів                    | ООО «Пологовський МЕЗ», регіональний представник                   |
| 3                                 | Рижкова Людмила Сергіївна      | 04.11.2010            | середня спеціальна | позапартійна                            | приватний підприємець                                              |
| 4                                 | Скаржинець Василь Адамович     | 04.11.2010            | середня            | позапартійний                           | ООО «МЕПНіка-Тера», докер-механізатор                              |
| 5                                 | Нестеренко Тетяна Іванівна     | 04.11.2010            | вища               | член Партії регіонів                    | тимчасово не працює                                                |
| 6                                 | Воробйова Надія Володимирівна  | 04.11.2010            | вища               | член Партії регіонів                    | Новомиколаївська загальноосвітня школа І-ІІІ ст., вчитель          |
| 7                                 | Грек Валерій Олександрович     | 04.11.2010            | вища               | член Партії регіонів                    | Новомиколаївська загальноосвітня школа І-ІІІ ст., вчитель          |
| 8                                 | Зборівська Катерина Олексіївна | 04.11.2010            | вища               | позапартійна                            | пенсіонер                                                          |
| 9                                 | Батура Людмила Валеріївна      | 04.11.2010            | середня спеціальна | позапартійна                            | Новомиколаївський фельдшерсько-акушерський пункт, завідувачка      |
| 10                                | Прокопенко Олег Володимирович  | 04.11.2010            | середня спеціальна | член Партії регіонів                    | Миколаївське Управління Магістральних газопроводів, оператор ГРС   |
| 11                                | Осеніна Марина Михайлівна      | 04.11.2010            | середня спеціальна | член Партії регіонів                    | приватний підприємець                                              |
| 12                                | Денисюк Ольга Іванівна         | 04.11.2010            | середня            | позапартійна                            | тимчасово не працює                                                |
| 13                                | Холод Валентина Георгіївна     | 04.11.2010            | середня            | позапартійна                            | тимчасово не працює                                                |
| 14                                | Панченко Валентина Іванівна    | 04.11.2010            | середня            | позапартійна                            | приватний підприємець                                              |
| 15                                | Рожков Олександр Павлович      | 04.11.2010            | середня            | позапартійний                           | приватний підприємець                                              |
| Політична партія «Сильна Україна» |                                |                       |                    |                                         |                                                                    |
| 16                                | Сандольський Євген Васильович  | 04.11.2010            | вища               | член Політичної партії «Сильна Україна» | Управління каналів Інгулецької зрошувальної системи, регулювальник |